# Сэчеле
Сэче́ле (рум. Săcele, венг. Négyfalu, нем. Siebendörfer) — город в Румынии, в жудеце Брашов, в регионе Трансильвания. По состоянию на 2002 год население составляло 29 915 жителей. Расположен рядом с городом Брашов, в 15 км от его центра.

## История
В настоящее время город составляют бывшие деревни, расположенные в этих местах, и образуют основные его районы: Baciu (Bácsfalu, Batschendorf), Turcheş (Türkös, Türkeschdorf), Cernatu (Csernátfalu, Zerndorf) и Satulung (Hosszúfalu, Langendorf).
Со второй половины XI века деревни в этой местности упоминаются в летописях как «семь деревень».
Первым официальным упоминанием является указ, датированный 16 мая 1366 года, подписанный королём Венгрии Людовиком I Великим, в котором он предлагает своему доверенному другу, графу Станиславу, область между реками Timiş и Олт. Позднее эта территория была под управлением саксонского Кронштадта (Брашов).
В средние века к нынешним четырём деревням относили ещё три: Tărlungeni, Zizin и Cărpiniş.
Румынское название «Săcele» (Сэчеле) впервые упоминается в письме между господарем Валахии Владом IV (1482–1495) и магистратом Брашова. Румынское «Săcele» происходит от «sătucele», что означает «маленькие деревни».
Немецким наименованием было «Siebendörfen», что значит просто «семь деревень», и которое близко к венгерскому названию «Hétfalu» или «Négyfalu».
Жителями были мокане — местные пастухи. Они упоминаются в нескольких официальных документах и, как представляется, содержали тысячи овец, так как деревни были богатейшими в регионе. Из-за кочевого пастушьего образа жизни, они распространяли местные традиции по многим румынским землям. Их отголоски присутствуют и сегодня: проводятся фестивали в честь святого Ильи, существуют национальные костюмы и т. п.
Между XIII и XIV веками в этом регионе обосновалась значительная часть венгерского населения, что ознаменовало его дальнейшее развитие.

## География
Сэчеле находится в южной оконечности исторического региона Цара-Бырсей, у подножия Пиатра Маре. Берущая своё начало в горах Ciucaș, через южную часть города протекает река Tărlung. В населённом пункте Brădet (часть Сэчеле) есть искусственное озеро, созданное в 1975 году, которое на сегодня является основным источником пресной воды для Брашова. Климат здесь выраженный депрессивный, с ранними заморозками от начала осени и устойчивыми морозами зимой. Количество осадков переменное, осенью нерегулярные и с наибольшим отмеченным уровнем в летний период. Преобладающие ветра с северо-восточного направления. Наиболее распространённые леса — пихта, ель и бук.
Около 10% площади муниципия Сэчеле составляет равнинная или слегка холмистая плодородная почва, благоприятная для выращивания сельскохозяйственных культур. Остальная территория занята горами всех геоморфологических форм: подгорные равнины, предгорные холмы, горы Ciucaș и Bârsei с высокими пиками в этих массивах.
- Равнинные земли — 2881 га, занято сельскохозяйственными угодьями;
- холмистая местность — 3070 га, занято пастбищами;
- горная местность — 21 152 га, занято лесами и 3483 га занято пастбищами.

## Административное положение
Сэчеле находится на юго-востоке жудеца Брашов. В непосредственной близости проходит дорога DN1A регионального значения (Брашов — Вэлений-де-Мунте — Плоешти) и главная национальная трасса DN1 Бухарест — Брашов.
Между городами Сэчеле и Брашов существует тесное сотрудничество во многих отраслях экономики: жители ежедневно ездят на работу из Брашова в Сэчеле и наоборот, есть возможность пользоваться транспортной инфраструктурой, учреждениями культуры, здравоохранения и образования города Брашов.
Связь между городами обеспечивает сеть автобусных маршрутов, по которым ежедневно совершается 120 круговых поездок, будучи разделёнными только отрезком дороги из Брашова.

## Инфраструктура
После падения в 1990 году коммунизма в Румынии, экономика в городе диверсифицирована. В настоящее время в Сэчеле есть несколько небольших мебельных фабрик, лесопильни, а также производство по упаковке мяса.
В 2008 году было начато, а 14 сентября 2010 года завершено строительство кольцевой автодороги в Сэчеле. Она занимает участок в 4,5 километра по одной полосе в каждом направлении движения.

## Религия
В городе есть 17 церквей, принадлежащих следующим конфессиям: православные, лютеране, реформаторы, католики.

## Население
По переписи 2011 года население города составляло 26 907 человек, из которых 75,1% были румыне, 23% венгры, 1,2% цыгане и 0,2% коренные немцы.
Конфессиональный состав по переписи 2002 года был следующим: 69% принадлежали к румынской православная церкви, 15,2% евангелических лютеран, 4,9% римских католиков, по 3,4% реформаторов и пятидесятников, 1,1% указали как другая религия и 0,5% приверженцев унитарной церкви.

## Международные связи
Города-побратимы Сэчеле:
- Вир, Франция[3]
- Kisújszállás[англ.], Венгрия.